# Martin Dimitrov
Martin Dimitrov (n. 13 aprilie 1977, Sofia, Republica Populară Bulgaria) este un om politic bulgar, membru al Parlamentului European în perioada ianuarie - mai 2007 din partea Bulgariei.
1. ↑  Strazha.bg
2. 1 2 3 4 5  Strazha.bg, accesat în 10 ianuarie 2023
3. 1 2  Strazha.bg, accesat în 11 ianuarie 2023
4. ↑  Deputații în Parlamentul European